# Крушчица (Бела Црква)
Крушчица (чеш. Kruščice) је насеље у Србији, у општини Бела Црква, у Јужнобанатском округу. Према попису из 2022. било је 722 становника.

## Историја
Крушчица спада у групу старих насеља. Први пут се помиње 1552. године, а током своје историје често је мењала име.
- У 1690. — Крушчица
- Од 1911. —
- A од 1920. — Крушчица

Калуђери српског манастира Пећке патријаршије свратили су 1660. године у село. Коначили су код домаћина Путника, који је за благослов приложио у име села 300 аспри. Суха-Крушчица јавља се 1690—1713. године са 27 домова. Аустријски царски ревизор Ерлер је 1774. године констатовао да место припада Илидијском округу, Новопаланачког дистрикта. Становништво је било претежно влашко.
Црква сазидана је у XVIII веку и имало је 338 православних становника. Бројно стање становништва је у сталном порасту: 1869.- 1822 становника, 1880 — 1865; 1890 — 2121; 1900 — 2909; 1910 — 2317 становника..
Године 1698. Срби и Румуни услед тешког живота, због великих дажбина и пљачки од стране Турака подигли су устанак. Устанак је имао локални карактер, а Турци су вршили одмазде и убијања и тада су не само Крушчица, већ и остала српска и румунска села била спаљена.
У Крушчици је 1808. године подигнута буна крушчичких граничара (позната као Крушчичка буна) под вођством ђакона Димитрија Ђорђевића и пензионисаног фрајкорског капетана Маријана Јовановића. Буна је подигнута под утицајем Првог српског устанка, али је она брзо угушена, а њени актери погубљени.
У Крушчици је рођено неколико истакнутих учесника НОБ-а као што су: народни херој Сава Мунћан, Станка Мунћан и Жарко Златар. Овде се налази Родна кућа народног хероја Саве Мунћана.

## Предања о насељу
Народ редовно и овде и у околини каже Кручица, а не Крушчица. Колико знају стари људи, Крушчица је одувек овде. Овде је „Колац ударен“ кад је први пут насељена. Верују да су први насељеници дошли из Србије, а и из Црне Горе. Кад су се насељавали дошла је ту једна баба од сто година, ударила колац и казала: „Овде ће да буде село“. А кад су је питали како ће се звати село, рекла је: " Да видимо о'шта је је колац?" Како је колац био од Крушке, село доби име Крушчица. Мисле да је та баба била од Лекића фамилије.
Најпре је било село на месту Угљешина бара, а основало га је шеснаест породица које је довео обор-кнез Угљеша. Тамо је била и црква посвећена св. Димитрију, и ту су били дуго, па су због Куге прешли на данашње место. Око првог села је био, ископан шанац (канал), да Куга не уђе у село. После је у Крушчицу, када се преселила на данашње место, дошло више родова из Јагодине, међу њима и Витомирови-Стеванови, названи по претку Витомиру, који се доселио, а Стеванови је, јамачно, било старо њихово презиме.
По причању старих људи, дошли су заједно из Црне Горе и остали овде: Лекићи, Тодорови, Стајићи, Јовичини и Митровић-Дмитровић. Баба од Лекићевих, врло стара, није више ни видела, очупала је мало траве и рекла да је овде добро, мирише Мајчина душица. Никога, веле, није било овде, него су се они први населили. Не зна се да ли је, и у каквом сродству било тих пет фамилија (четири славе од давнина Ђурђиц, а Митровићи Ђурђевдан). Лекићи по надимцима: Бата-Маркови, Свирчеви, Крецуљеви (али пореклом Илићи, сад се презивају Лекићи), Трајилови (Трајило, Влах, посињен у кући Лекића). Алекса Лекић је дигао устанак 1809. године ради устанка у Банату и заједничка војевања под Карађорђем. После неуспеха он је пребегао у Србију и војевао уз Карађорђа до пада Србије, затим је пребегао у Аустроугарску (вероватно у Ковин, где му је била прешла и породица), те га аустроугарске власти одведу у Карансебеш, где га лекар отрује. Требало је да Карађорђе пређе на Панчево, Миленко на Базјаш, а Милутин на Оршаву, али је био ветар, који их је оме, па нису могли прећи. Отишли су за Вршац и прикупили су се на старом вршачком српском гробљу, неко их је издао, па су их растерали. Од оних које су похватали, неке су отерали на робију, неке су казнили батинама (по 80 батина), али неки су побегли у Србију. Уз Лекића је учествовао у том покрету крушчички свештеник — капелан ђакон Димитрије Ђорђевић.
Крушчица је при крају турске владавине већ била насељено место. У попису 1717. године јавља се у облику Knitiza са 26 кућа, а на Мерсијевој карти као Kniczicza у новопаланачком округу. Године 1773. припојена је Војној граници, а 1783. румунско-српској граници.
Код цркве крушчичке, зидане 1780. године, најстарији надгробни споменик је из 1785. године, на гробу једног свештеника, а други је из 1816. године.
У Крушчици има на три места сасвим фамилијарних камених споменика — крстова, на раскршћима, који нису подигнути над гробовима.
Откако је Крушчице, увек је било само једно гробље, и то на његовом садашњем месту. На гробљу су гробови груписани по фамилијама. Уочљиво је и просто надгробно камење без крста и натписа, које је несумњиво најстарије, из времена када још можда није било у близини мајстора за резање слова.

## Географски положај
Крушчица се налази на периферији Белоцркванске општине, непосредно уз границу са Румунијом. Налази се североисточно од Беле Цркве и од ње је удаљена око 5 km.

## Демографија
У насељу Крушчица живи 801 пунолетни становник, а просечна старост становништва износи 40,7 година (38,1 код мушкараца и 43,1 код жена). У насељу има 338 домаћинстава, а просечан број чланова по домаћинству је 2,93 (попис 2002).
Ово насеље је углавном насељено Србима (према попису из 2002. године), а у последња три пописа, примећен је пад у броју становника. Значајан удео становништва чине и Чеси, а Крушчица је треће највеће насеље Чеха у Србији.
|  |

| Демографија | Демографија | Демографија |
| Година      | Становника  | Становника  |
| ----------- | ----------- | ----------- |
| 1948.       | 1.936       |             |
| 1953.       | 1.926       |             |
| 1961.       | 1.738       |             |
| 1971.       | 1.478       |             |
| 1981.       | 1.279       |             |
| 1991.       | 1.185       | 1.137       |
| 2002.       | 989         | 1.050       |

| Етнички састав према попису из 2002.‍ | Етнички састав према попису из 2002.‍ | Етнички састав према попису из 2002.‍ | Етнички састав према попису из 2002.‍ | Етнички састав према попису из 2002.‍ |
| ------------------------------------ | ------------------------------------ | ------------------------------------ | ------------------------------------ | ------------------------------------ |
|                                      |                                      |                                      |                                      |                                      |
| Срби                                 | Срби                                 |                                      | 706                                  | 71,38%                               |
| Чеси                                 | Чеси                                 |                                      | 231                                  | 23,35%                               |
| Роми                                 | Роми                                 |                                      | 23                                   | 2,32%                                |
| Румуни                               | Румуни                               |                                      | 6                                    | 0,60%                                |
| Мађари                               | Мађари                               |                                      | 6                                    | 0,60%                                |
| Југословени                          | Југословени                          |                                      | 4                                    | 0,40%                                |
| Словаци                              | Словаци                              |                                      | 3                                    | 0,30%                                |
| Украјинци                            | Украјинци                            |                                      | 2                                    | 0,20%                                |
| Македонци                            | Македонци                            |                                      | 2                                    | 0,20%                                |
| непознато                            | непознато                            |                                      | 3                                    | 0,30%                                |

| Година пописа     | 1948. | 1953. | 1961. | 1971. | 1981. | 1991. | 2002. |
| ----------------- | ----- | ----- | ----- | ----- | ----- | ----- | ----- |
| Број домаћинстава | 480   | 486   | 485   | 463   | 434   | 358   | 338   |

| Број чланова      | 1  | 2  | 3  | 4  | 5  | 6  | 7 | 8 | 9 | 10 и више | Просек |
| ----------------- | -- | -- | -- | -- | -- | -- | - | - | - | --------- | ------ |
| Број домаћинстава | 72 | 96 | 58 | 55 | 29 | 17 | 8 | 1 | 1 | 1         | 2,93   |

| Пол    | Укупно | Неожењен/Неудата | Ожењен/Удата | Удовац/Удовица | Разведен/Разведена | Непознато |
| ------ | ------ | ---------------- | ------------ | -------------- | ------------------ | --------- |
| Мушки  | 398    | 113              | 255          | 17             | 13                 | 0         |
| Женски | 436    | 62               | 255          | 111            | 7                  | 1         |
| УКУПНО | 834    | 175              | 510          | 128            | 20                 | 1         |

| Пол    | Укупно                    | Пољопривреда, лов и шумарство | Рибарство                            | Вађење руде и камена | Прерађивачка индустрија       |
| ------ | ------------------------- | ----------------------------- | ------------------------------------ | -------------------- | ----------------------------- |
| Мушки  | 242                       | 152                           | 1                                    | 0                    | 16                            |
| Женски | 144                       | 92                            | 0                                    | 0                    | 12                            |
| УКУПНО | 386                       | 244                           | 1                                    | 0                    | 28                            |
| Пол    | Производња и снабдевање   | Грађевинарство                | Трговина                             | Хотели и ресторани   | Саобраћај, складиштење и везе |
| Мушки  | 4                         | 13                            | 15                                   | 2                    | 2                             |
| Женски | 0                         | 1                             | 17                                   | 1                    | 1                             |
| УКУПНО | 4                         | 14                            | 32                                   | 3                    | 3                             |
| Пол    | Финансијско посредовање   | Некретнине                    | Државна управа и одбрана             | Образовање           | Здравствени и социјални рад   |
| Мушки  | 0                         | 0                             | 21                                   | 4                    | 3                             |
| Женски | 0                         | 0                             | 2                                    | 5                    | 10                            |
| УКУПНО | 0                         | 0                             | 23                                   | 9                    | 13                            |
| Пол    | Остале услужне активности | Приватна домаћинства          | Екстериторијалне организације и тела | Непознато            | Непознато                     |
| Мушки  | 3                         | 0                             | 0                                    | 6                    | 6                             |
| Женски | 2                         | 0                             | 0                                    | 1                    | 1                             |
| УКУПНО | 5                         | 0                             | 0                                    | 7                    | 7                             |

## Галерија
- Православна црква
- Католичка црква
- Родна кућа народног хероја Саве Мунћана